# OS B 2/3 (Cail)
Die Compagnie de l’Ouest Suisse (OS) beschaffte im Jahre 1858 insgesamt 5 Schlepptenderdampflokomotiven der Bauart B 2/3, die als Gemischtzuglokomotiven konstruiert waren. Die Lokomotiven wurden von der Maschinenfabrik Cail & Cie in Paris, die Tender von den Ateliers d'Oullins geliefert.
Es handelt sich um die dritte Serie dieses Maschinentyps bei der OS, für die anderen Lokomotiven dieser Bauart siehe B 2/3.

## Technisches
Die Maschine war eine des Stephenson-Longboilertyps. Die Feuerbüchse war hinter den Treibachsen angeordnet. Die Maschine besass einen Innenrahmen. Auf dem Kessel befand sich oberhalb der Laufachse ein Crampton-Regulatorgehäuse, die Schieber darin wurden mit über dem Kessel liegenden Stangen betätigt. Die Hebel dafür waren über dem Kessel vor dem Führerhaus angeordnet. Das Führerhaus bestand nur aus Lunettes-Stirnwänden mit kleinem Wetterdach. Die Einströmrohre wurden ausserhalb des Kessels schräg zu den unterhalb der Rauchkammer gelegenen Schieberkästen herabgeführt. Das Sicherheitsventil befand sich über der Feuerbüchse. Die beiden Zylinder befanden sich vor der Laufachse, die Kolbenstangen waren nicht nach vorne durchgeführt. Das Umlaufblech befand sich unterhalb des Kessels und hatte für die Treibräder Radkästen.
Die Federn waren über den Lagern angeordnet. Über der Kuppelachse musste die Federung aus Platzgründen aus zwei kleinen, gegeneinander verspannten Federn eingebaut werden (double ressort à pincette). Das aussenliegende Triebwerk griff auf die vordere Treibachse. Die innenliegende Steuerung war eine der Bauart Stephenson. Auf dem Kessel befand sich ein Sanddom, dessen Fallrohr vor die Treibachse führte.
Beim zweiachsigen Tender mit Aussenrahmen befanden sich die Federn über den Achslagern. Die Spindelhandbremse wirkte auf die Tenderachsen über vier innenliegende Klötze. Zwischen 1888 und 1890 wurden die Lokomotiven mit einer Druckluftbremse nach Wegner ausgerüstet, die auf die Tenderachsen wirkte. Davor war eine Dampfbremse eingebaut. Ob die Lokomotiven noch alle zwischen 1889 und 1890 – wie die anderen B 2/3 – eine Dampfheizung und Geschwindigkeitsmesser erhielten, ist unklar.
Die Namenstafeln befanden sich seitlich auf der Kesselmitte. Sie wurden anlässlich der Neubekesselung entfernt. Die Nummern wurden bei der Umnummerierung durch die JS nur noch aufgemalt.
| Bezeichnung                                        | OS-Nr. SO/SOS-Nr. | SO/SOS-Nr. ab 1871 | JS-Nr. ab 1890 | Name              | Fabrik- Nummer | Tender- Nummer | Baujahr | Hersteller | 2. Kessel | ausrangiert |
| -------------------------------------------------- | ----------------- | ------------------ | -------------- | ----------------- | -------------- | -------------- | ------- | ---------- | --------- | ----------- |
| ab 1873: I ab 1881: II ab 1887: A2T ab 1902: B 2/3 | 21                | 1                  | 69             | Liberté et Patrie | 677            | 361            | 1858    | Cail       | 1874      | 1892        |
| ab 1873: I ab 1881: II ab 1887: A2T ab 1902: B 2/3 | 22                | 2                  | 70             | La Ville d'Orbe   | 678            | ?              | 1858    | Cail       | 1874      | 1892        |
| ab 1873: I ab 1881: II ab 1887: A2T ab 1902: B 2/3 | 23                | 3                  | 71             | La Ville de Nyon  | 679            | 359            | 1858    | Cail       | 1874      | 1890        |
| ab 1873: I ab 1881: II ab 1887: A2T ab 1902: B 2/3 | 24                | 4                  | 72             | La Ville de Rolle | 680            | 360            | 1858    | Cail       | 1880      | 1892        |
| ab 1873: I ab 1881: II ab 1887: A2T ab 1902: B 2/3 | 25                | 5                  | 73             | L'Aubonne         | 681            | ?              | 1858    | Cail       | 1874      | 1891        |

## Betrieb
Die Lokomotiven waren der Werkstätte in Yverdon zugeteilt.